# Salerano sul Lambro
Salerano sul Lambro é uma comuna italiana da região da Lombardia, província de Lodi, com cerca de 2.212 habitantes. Estende-se por uma área de 4 km², tendo uma densidade populacional de 553 hab/km².
Faz fronteira com San Zenone al Lambro (MI), Lodi Vecchio, Casaletto Lodigiano, Borgo San Giovanni, Caselle Lurani, Castiraga Vidardo.

## Demografia
| Variação demográfica do município entre 1861 e 2011                               |
|                                                                                   |
| Fonte: Istituto Nazionale di Statistica (ISTAT) - Elaboração gráfica da Wikipedia |